# Camille-Léopold Cabaillot-Lassalle
Pour les articles homonymes, voir Lassalle.
Camille Léopold Cabaillot, dit Cabaillot-Lassalle, né le 8 septembre 1839 à Paris et mort le 9 janvier 1902 à Paris 7e, est un peintre français.
Spécialisé dans les scènes de genre d’intérieurs, représentant des jeunes femmes bourgeoises et leurs enfants dans leurs activités domestiques, il est le fils du peintre Louis Simon Cabaillot, dit Louis Lassalle.

## Biographie
Camille-Léopold Cabaillot est né le 8 septembre 1839 à Paris. Son père, Louis Simon Cabaillot (1808-1885) est un peintre parisien connu pour des scènes de genre figurant des enfants dans un style naïf et signant sous le pseudonyme Louis Lassalle. Camille-Léopold Cabaillot adopte le pseudonyme en l’adjoignant à son nom de naissance, rappelant ainsi leur filiation tout en se distinguant de son père.
Après un premier apprentissage auprès de son père, Cabaillot-Lassalle suit les leçons de Pierre-Édouard Frère (1819-1886), à la colonie de peintres d’Écouen. Il se spécialise dans les scènes de genre d’intérieurs, représentant des jeunes femmes bourgeoises et leurs enfants dans leurs activités domestiques.

## Œuvre

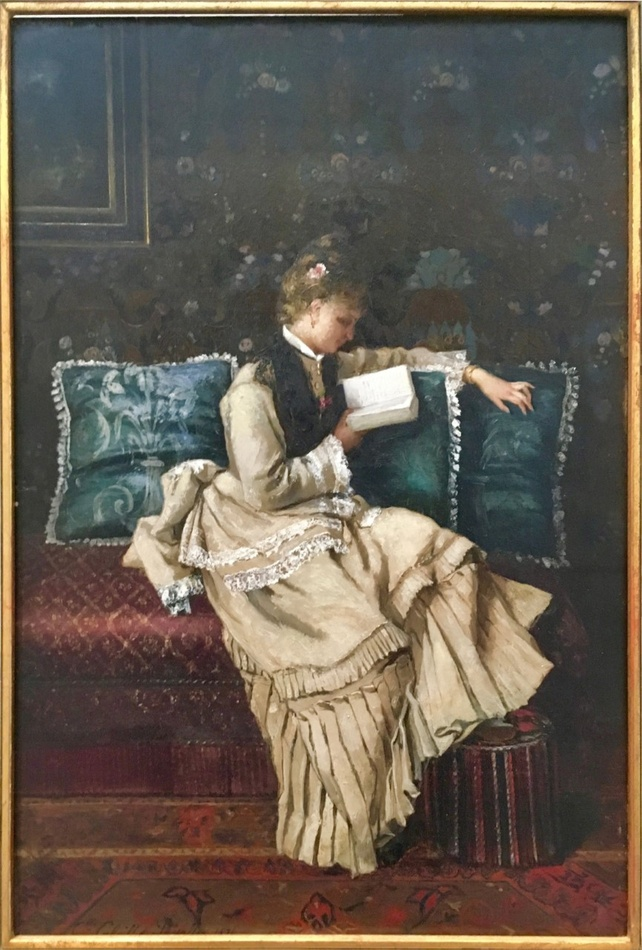
Lecture dans le boudoir (1874), musée des Beaux-Arts de Liège.

Ces représentations d’intérieurs raffinés, à la fois intimistes et mondaines, sont extrêmement populaires dans la seconde moitié du XIXe siècle en Europe et aux États-Unis. Des portraits individuels ou de famille sont commandés par la haute société, la Belle Époque correspondant à l’âge d’or de la bourgeoisie, une période relativement paisible et stable entre les grandes nations européennes et de multiples innovations dans le domaine de l’industrie et de la technologie apportant une amélioration supplémentaire du niveau de vie de la haute société.
L’œuvre de Cabaillot-Lassalle est en relation étroite avec celui de son contemporain belge Alfred Stevens, le grand peintre à succès de la bourgeoisie parisienne et de la mode élégante et élaborée du Second Empire puis de la Belle Époque. Si les textures des tissus sont d’un caractère plus modeste chez Cabaillot-Lassalle, décrits avec moins de subtilité et de détails, on retrouve néanmoins cette même attention accordée au rendu des mains, l’opulence de l’intérieur représenté, l’atmosphère de luxe exprimée par les tapisseries, meubles et vêtements.
Les tableaux de Cabaillot-Lassalle sont en général de petit et moyen format, mesurant rarement plus de 50 cm.

## Expositions

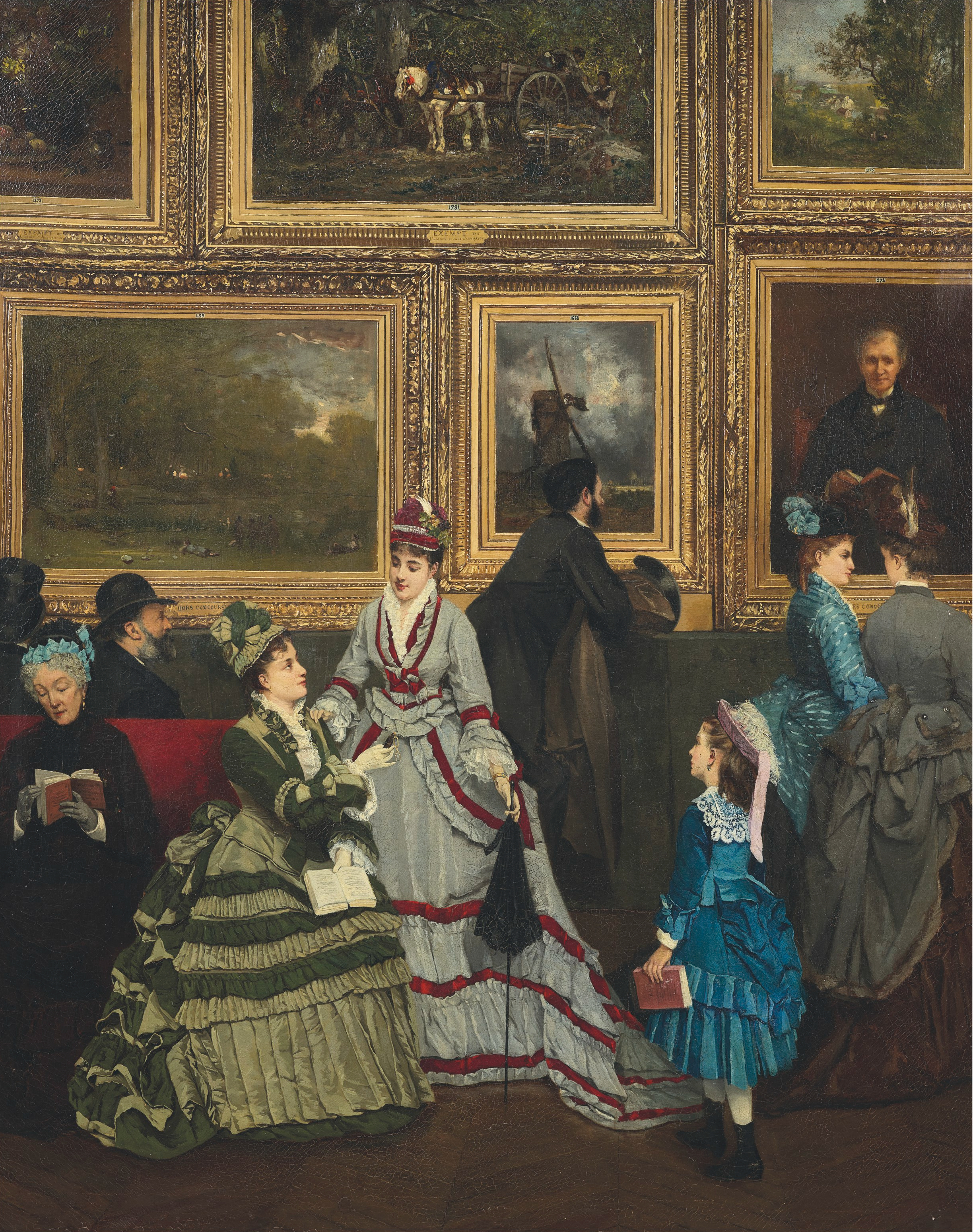
Le Salon de 1874, Paris, musée d'Orsay.

Cabaillot-Lassalle participe au Salon de 1864 à 1889, d’abord sous le nom de Camille Lassalle et, à partir de 1868, en tant que Camille Léopold Cabaillot-Lassalle. En 1874, il y expose Le Salon de peinture de 1874, un jeu de mise en abîme dans lequel il représente une des salles d’exposition, où des visiteurs contemplent des peintures participant effectivement au Salon de cette année-là. Il s’agit en effet d’une œuvre à plusieurs mains, car les tableaux représentés, en format réduit, sont peints par les artistes eux-mêmes, comme le rapporte la revue La Fantaisie Parisienne. Cabaillot-Lassalle expose un tableau sur le même principe quelques années plus tard avec Le Salon de Paris 1879 (sculpture).

## Collections publiques
- Musée des Beaux-Arts de Liège : Lecture dans le boudoir, 1874, huile sur bois, 47 × 31 cm[3].
- Musée d'Orsay : Le Salon de 1874, 1874, huile sur toile.